# Itanium

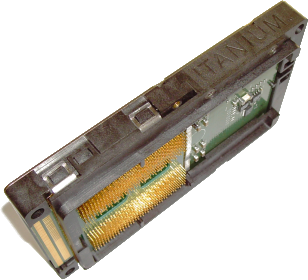
Itaniumprocessor.

Itanium är en mikroprocessor som utvecklats av Intel och Hewlett-Packard. Itanium var den första processor som byggde på 64-bitsarkitekturen IA-64. Första versionen av Itanium släpptes 2001 och hade kodnamnet Merced. Processorn uppnådde dock inte marknadens förväntningar och efterföljdes efter många förseningar av Itanium 2.